# Науджидза
Науджи́дза (кабард.-черк. Науэжьыдзэ) — горный пик в пределах Скалистого хребта на Центральном Кавказе. Абсолютная высота горы составляет 2948 метров над уровнем моря.

## География

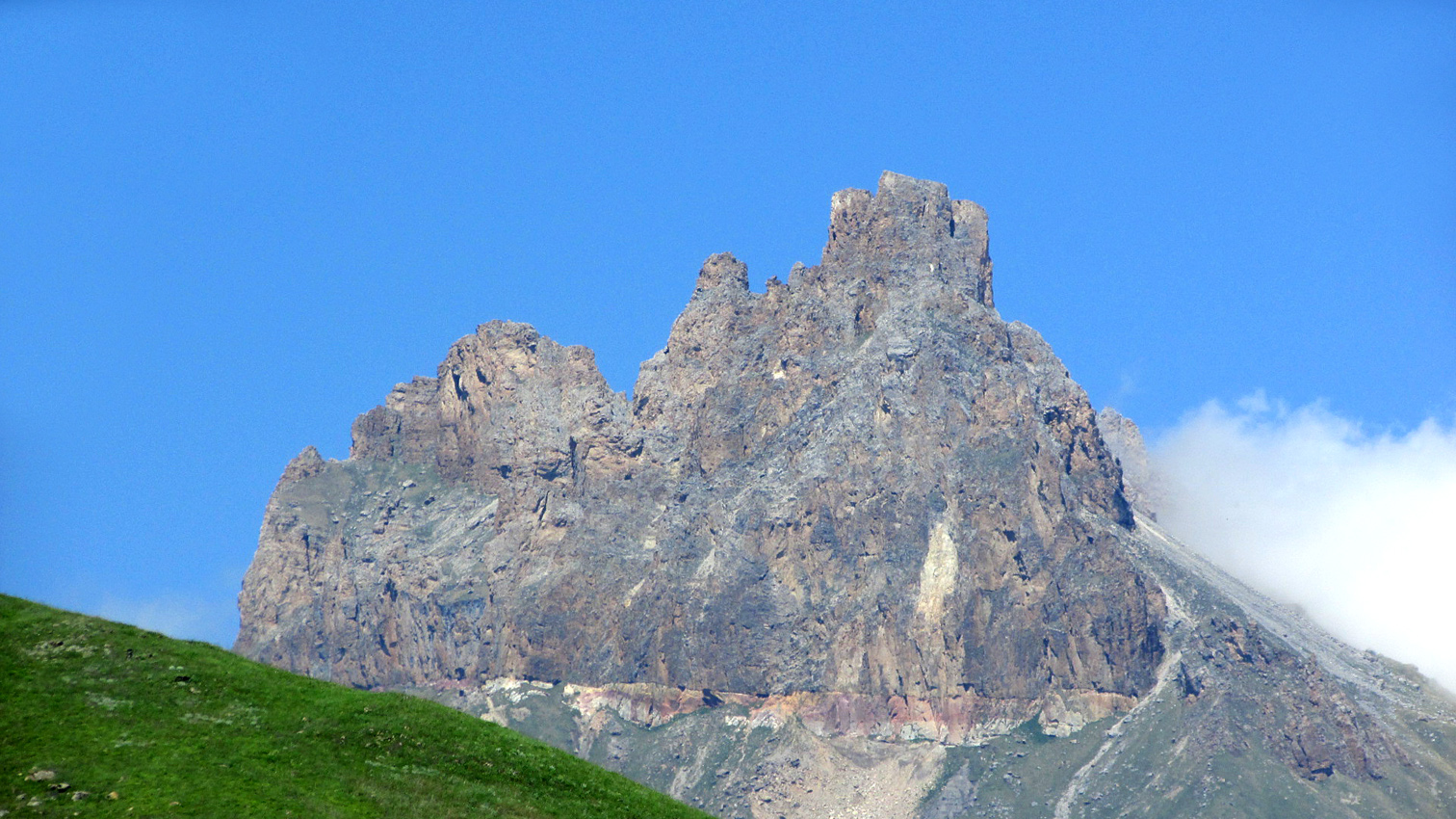
Вид на гору летом

Гора Науджидза расположена в центральной части Эльбрусского района Кабардино-Балкарии, в междуречье бассейнов рек Баксан и Тызыл. С северо-западного подножья горы, берёт начало река Урды несущая свои воды в Тызыл, а у южного подножья горы начинаются реки Кабардинсу и Каштансу, являющиеся левыми притоками реки Баксан.
К северу от горы, в долине реки Урды расположено крупное урочище — Хакуафа, отделяющая Науджидзу от плато Иналсырт с вершиной Инал (2879 м). В окрестностях горы располагается много кошар и здесь пасут большое количество домашнего скота.
Сам горный пик представляет останцовую возвышенность, возвышающаяся над окружающей местность на 700—800 метров. Склоны горы в большинстве своём отвесные, что сильно затрудняет подъём на вершину гору.

## Этимология
Название горной возвышенности в переводе с кабардинского языка означает «старушечьи зубы», и это название неслучайно: вершина горы действительно напоминает полуразрушенный конус своей многозубчатостью. В связи с этим в некоторых данных гору также упоминают с русифицированным названием — «Тёщины зубы».

## Маршруты
Через данный пик нередко пролегают туристические маршруты. Живописные пейзажи этой пустынной местности, покрытой причудливыми горами, вызывают большой интерес у туристов.
Туристическая тропа начинается у села Былым, и поднимаясь по долине реки Гижгит, выходит на его левый приток Каштансу и проходит вдоль южного и западного подножий горы. Далее после перевала, туристический маршрут сворачивает в сторону долины реки Урды, и выходит к реке Тызыл.